# Tuvanparken

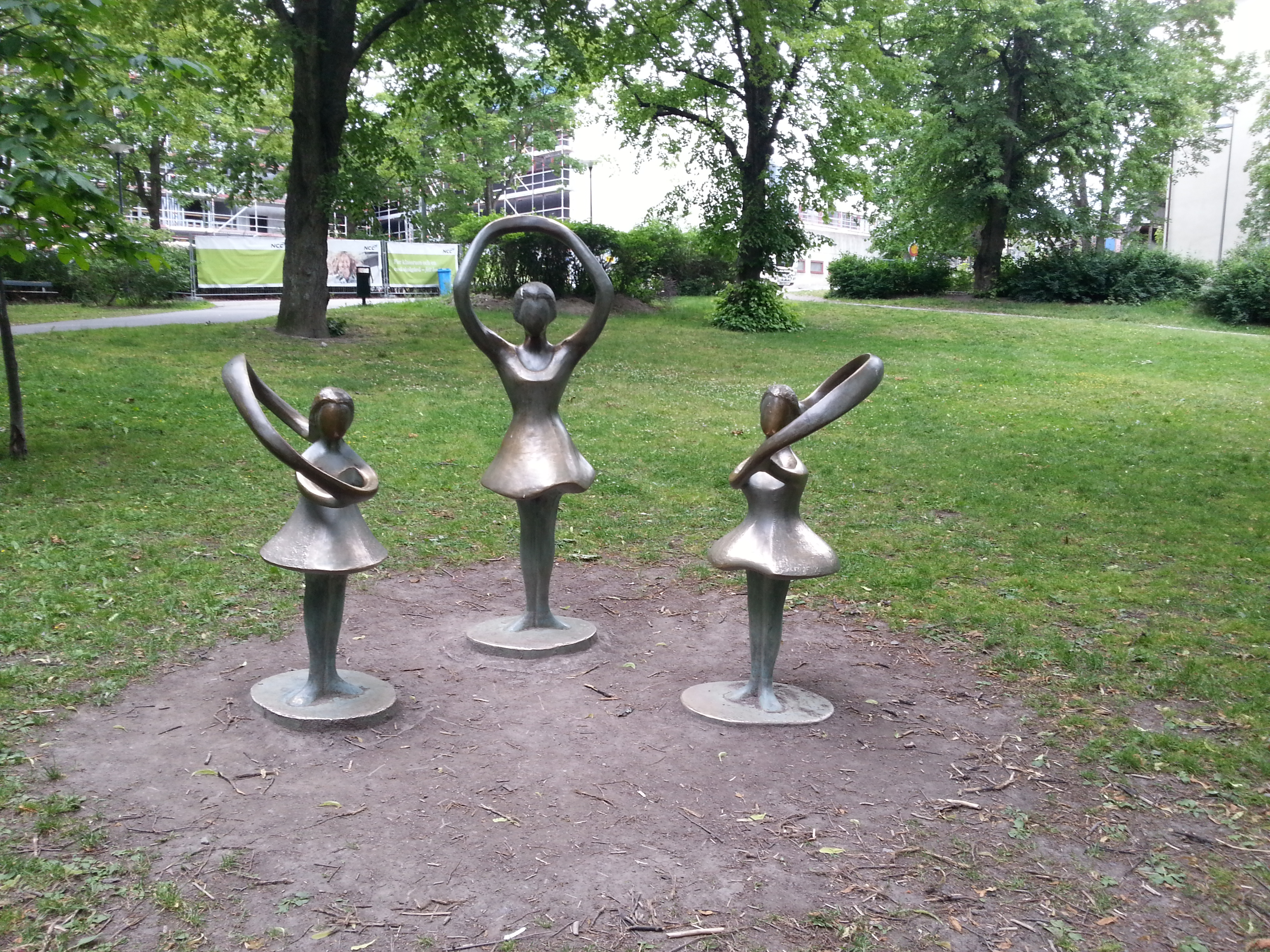
Rytmisk lek av Sonja Högström (1971)

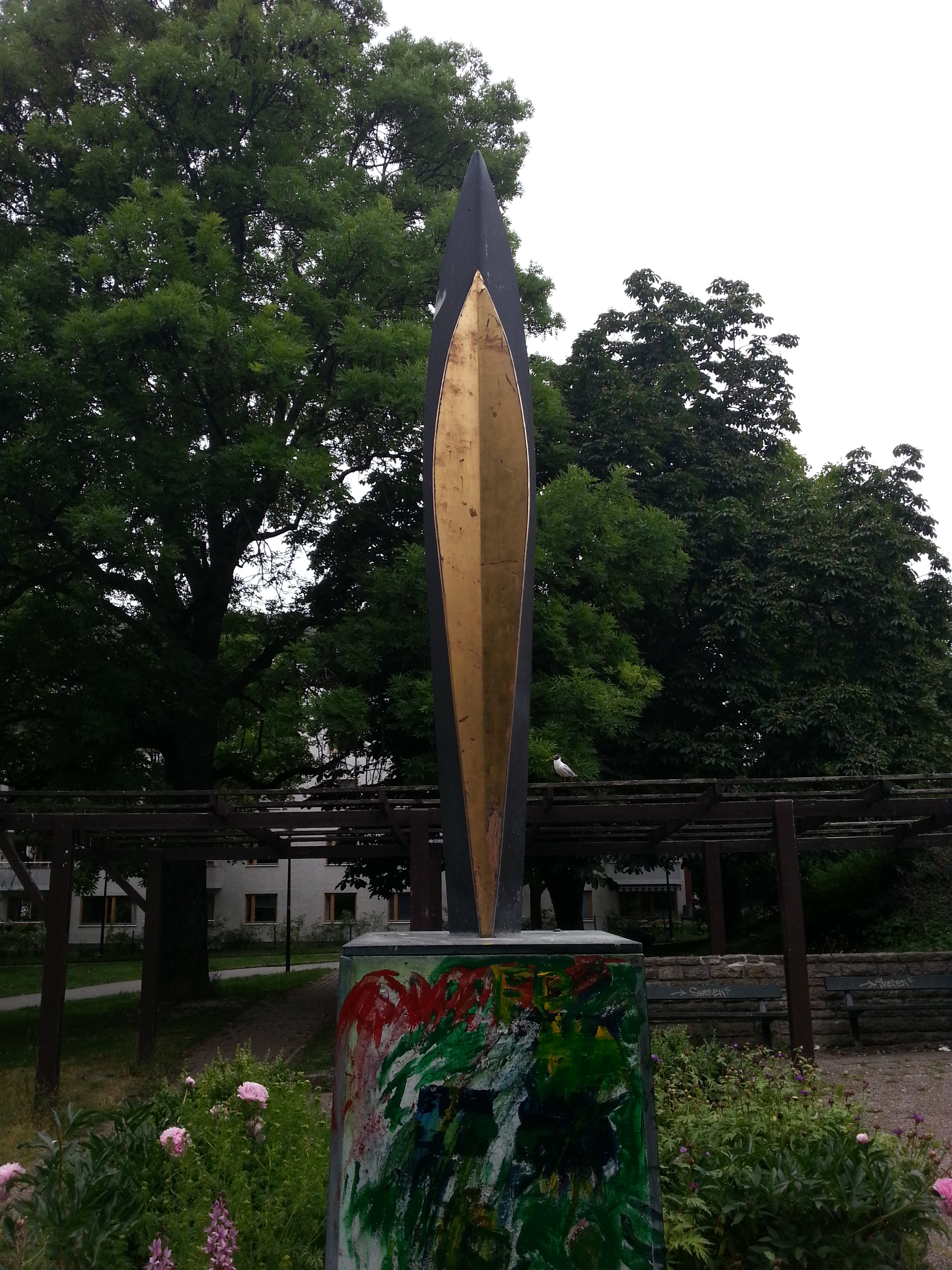
Lågan av Leo Janis Brieditis (1973)

Tuvanparken är park i stadsdelen Lilla Alby inom Sundbybergs kommun.
I den nuvarande parken uppfördes 1892 Tuvans hem för nervsjuka eller Solna sjukhem som det senare kom att kallas. Vid en brand 1940 omkom tre patienter och verksamheten avvecklades . Sjukhusbyggnaden reparerades provisoriskt och användes bland annat för inkvartering av militärer och revs 1960. Därefter kom området att bli en allmän park.
Under senare år[när?] har parken renoverats  och den kommer att utvecklas ytterligare.[källa behövs]